# Lithobius subtilis
Espèce
Lithobius subtilis est une espèce d'arthropode myriapode, classe des chilopodes, ordre des géophiles.

## Liste des sous-espèces
- Lithobius subtilis subtilis Latzel, 1880
- Lithobius subtilis geoffroyi Iorio & Berg, 2007

### Lithobius subtilis geoffroyi
Lithobius subtilis geoffroyi Iorio & Berg, 2007 est une sous-espèce endémique, récemment découverte en France dans les départements des Alpes-de-Haute-Provence et du Vaucluse.
C'est une espèce qui a été redécouverte sur le terrain, après qu'on les a remarqués dans des collections du Muséum.
Un spécimen a été découvert en Isère.